# ISO/IEC 27000-serien
ISO/IEC 27000-serien är en samling säkerhetsstandarder utgivna av standardiseringsorganisationerna ISO och IEC.
Standarderna i ISO/IEC 27000-serien är verktyg som en organisation kan välja att utgå ifrån i arbetet med informationssäkerhet. Standarderna kan ge en organisation riktlinjer för hur risker och hot kan kartläggas och hanteras på ett systematiskt sätt. Standardserien omfattar ledningens ansvar, administrativa rutiner och övergripande krav på IT-infrastruktur. Det finns möjlighet till oberoende certifiering av informationssäkerheten, i likhet med standarder för kvalitet ISO 9000 och miljö ISO 14000. I Sverige bedrivs utvecklingen av Svenska institutet för standarder (SIS).
Myndigheten för samhällsskydd och beredskap (MSB) har tagit fram ett metodstöd för att arbeta systematiskt med informationssäkerhetsarbete, baserat på ISO/IEC 27000-serien.

## Fastställda standarder
Denna lista är inte komplett:
- ISO/IEC 27000 Informationsteknik – Säkerhetstekniker – Ledningssystem för informationssäkerhet – Översikt och terminologi[2]
- ISO/IEC 27001 Informationssäkerhet – Cybersäkerhet och integritetsskydd – Ledningssystem för informationssäkerhet – Krav[3][4]
- ISO/IEC 27002 Informationssäkerhet, cybersäkerhet och integritetsskydd – Informationssäkerhetsåtgärder[5]
- ISO/IEC 27003 Informationsteknik – Säkerhetstekniker – Ledningssystem för informationssäkerhet – Vägledning[6]
- ISO/IEC 27004 Informationsteknik – Säkerhetstekniker – Styrning av informationssäkerhet – Mätning[7]
- ISO/IEC 27005 Informationssäkerhet, cybersäkerhet och integritetsskydd – Vägledning om riskhantering inom informationssäkerhet[8]
- ISO/IEC 27006-1 Informationssäkerhet, cybersäkerhet och integritetsskydd – Krav på organ som tillhandahåller revision och certifiering av informationssäkerhetssystem – Del 1: Allmänt[9]
- ISO/IEC 27007 Informationsteknik – Säkerhetstekniker – Vägledning för revision av ledningssystem för informationssäkerhet[10]
- ISO/IEC 27011 Informationssäkerhet, cybersäkerhet och integritetsskydd – Informationssäkerhetskontroller baserade på ISO/IEC 27002 för telekommunikationsorganisationer[11]
- ISO/IEC 27701 Säkerhetstekniker – Tillägg till ISO/IEC 27001 och ISO/IEC 27002 för hantering av personuppgifter[12]